# Ninase
Ninase (Duits: Ninast) is een plaats in de Estlandse gemeente Saaremaa, provincie Saaremaa. De plaats heeft de status van dorp (Estisch: küla).
Tot in oktober 2017 lag Ninase in de gemeente Mustjala. In die maand ging Mustjala op in de fusiegemeente Saaremaa.

## Bevolking
De plaats had 10 inwoners op 31 december 2011 en 20 inwoners op 31 december 2021.

## Ligging
Ninase ligt op een schiereiland dat ook Ninase heet, aan de noordkust van het eiland Saaremaa. Ten oosten van de plaats ligt een steile kust, die doorloopt langs het noordelijke buurdorp Tagaranna. Het steile deel is ongeveer 1 km lang en 5 meter hoog en wordt zowel Ninase pank als Tagaranna pank genoemd. Het bestaat uit kalksteen en dolomiet en is rijk aan fossielen.

## Geschiedenis
Ninase werd voor het eerst genoemd in 1731 onder de naam Nennas als nederzetting op het landgoed van Mustjala.
Tussen 1977 en 1997 maakte Ninase deel uit van het buurdorp Tagaranna.
In het begin van de 21e eeuw werd de kleine haven van het dorp, die de naam Tamme sadam had (sadam is ‘haven’), uitgebreid tot een haven waar passagiersschepen en cruiseschepen tot 200 meter lang kunnen aanmeren. De plaats werd gekozen omdat Tamme sadam al een diepte van 10 meter had en dus niet uitgediept hoefde te worden. De nieuwe haven was in 2006 gereed en kreeg de naam Saaremaa sadam. Daarna kwamen er ook faciliteiten bij, zoals een café en een douanekantoor.

## Foto's

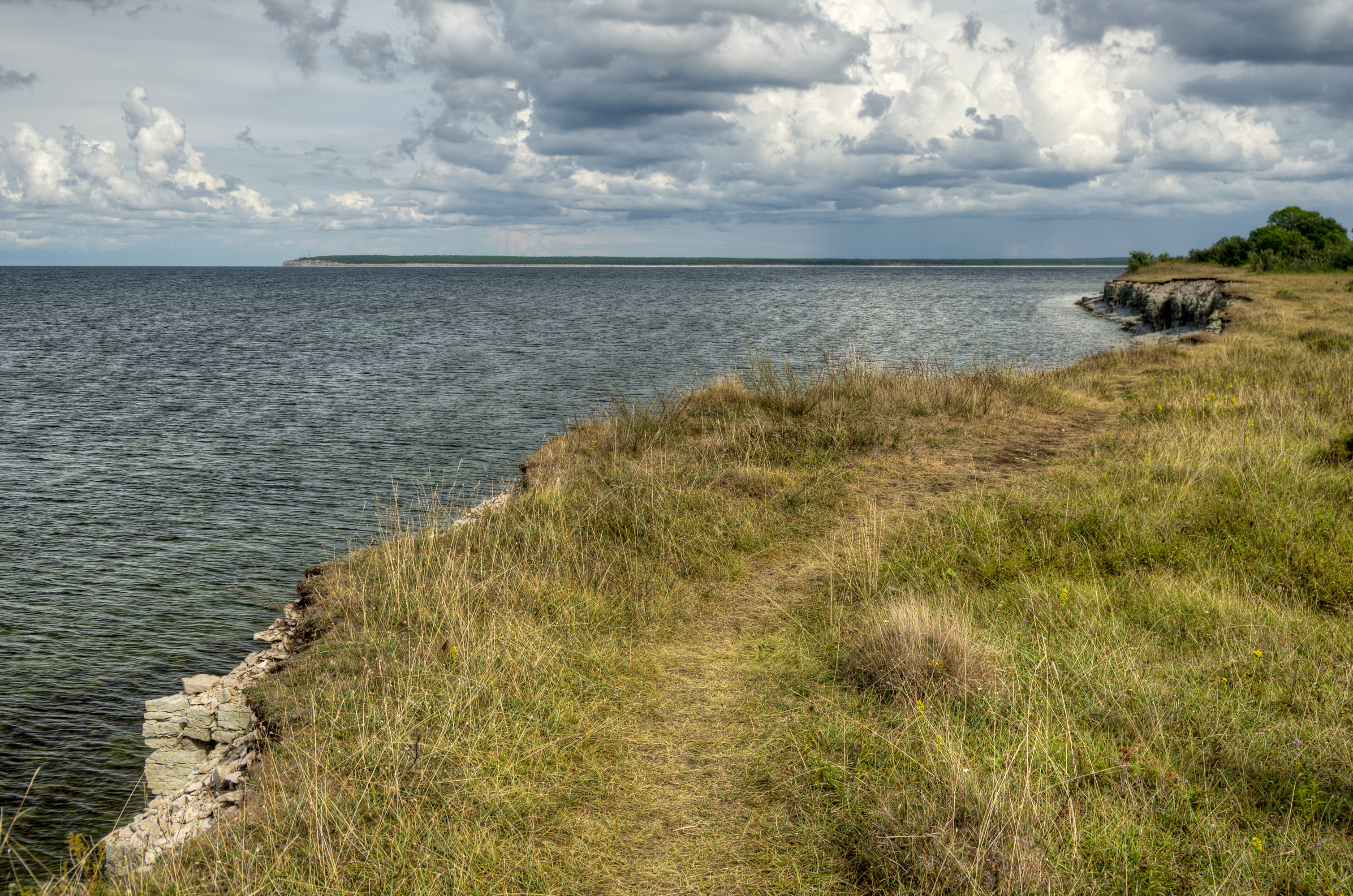
De kust bij Ninase
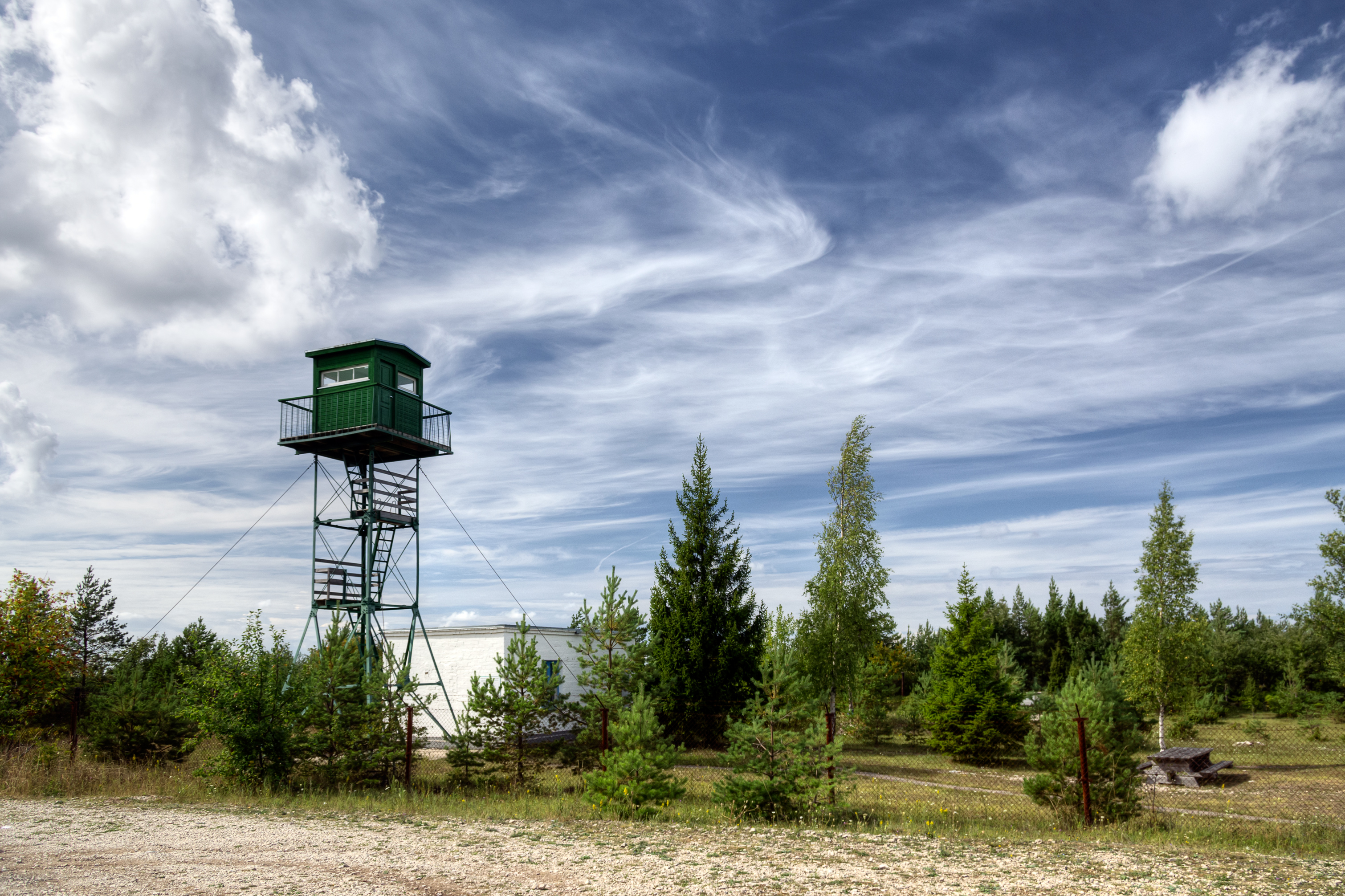
Uitkijktoren bij Ninase
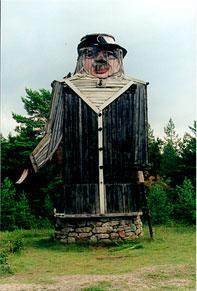
Windmolen omgebouwd tot Suur Tõll, een legendarische reus die op Saaremaa zou hebben geleefd (foto: Serguei Melkonov)
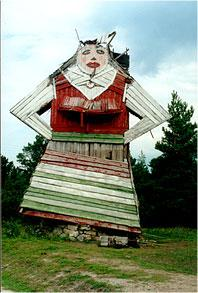
Windmolen omgebouwd tot Piret, de vrouw van Suur Tõll (foto: Serguei Melkonov)